# Михайлівське (Волоколамський район)
Михайлівське (рос. Михайловское) - присілок у Волоколамському районі Московської області Російської Федерації.
Орган місцевого самоврядування - сільське поселення Ярополецьке. Населення становить 117 осіб (2016).

## Історія
З 14 січня 1929 року входить до складу новоутвореної Московської області. Раніше належало до Волоколамського повіту Московської губернії.
Сучасне адміністративне підпорядкування сільському поселенню з 2006 року.

## Населення
| 1852 | 1859 | 1926 | 2002 | 2006 | 2010 | 2013 |
| ---- | ---- | ---- | ---- | ---- | ---- | ---- |
| 231  | →231 | ↗366 | ↘9   | ↗12  | ↗112 | ↗175 |
| 2014 | 2015 | 2016 |      |      |      |      |
| ↗176 | ↗180 | ↘117 |      |      |      |      |